# رعراع أيوب
رَعرَاع أيوب  أو رعراع أو مُباركة نوع من الرعراع البري في الفصيلة النجمية. مهدها أوروبا وغرب آسيا حيث تنمو في مجموعة متنوعة من الموائل التي تتراوح من غابات البحر الأبيض المتوسط شبه القاحلة إلى المواقف الأكثر رطوبة. النبات معمر ويمكن أن يشكل مجموعات كثيفة من النباتات تنتشر من جذورها. وهو مشهور بمنافعه الطبية. يُصلح فساد المعدة ويقضي على الزحار.